# 陳孟亮
陳孟亮，台灣戲曲樂師，歌仔戲作曲家。

## 生平
南華大學美學與藝術管理研究所碩士，她的碩士論文是〈明華園戲劇團《濟公活佛》音樂變遷之研究〉（2002年完成）。中國廈門大學在讀博士研究生，前國立台灣戲曲學院歌仔戲學系大二丁導師兼任講師。她是話劇《暗戀桃花源》（2006年版）的歌仔戲音樂設計，打擊樂設計是莊步超，編劇是孫富叡，總導演是賴聲川。
台灣國立傳統藝術中心（直屬行政院文化建設委員會）錄製出版，廖瓊枝編劇、主演的《陳三五娘》DVD由她擔任音樂設計和主弦，中心出版的另外4部廖瓊枝編劇、主演DVD《山伯英台》、《王寶釧》、《什細記》、《王魁負桂英》的錄製她都參與演奏，她還參與錄製廖瓊枝編劇、演唱的《王寶釧寫血書·薛平貴回窯》CD。

## 著作
著有《歌仔戲唱腔》（與柯銘峰、周以謙合著，1996年）和《歌仔戲唱腔（第2集）》（與柯銘峰、劉文亮、莊家煜合著，2000年）等書。
歌仔戲音樂設計作品有《五女拜壽》、《烏龍窟》（兒童歌仔戲）、《黑姑娘》（兒童歌仔戲）、《乘願再來》、《鴨母王》、《望月樓》、《梁祝》、《誰是第一名》（兒童歌仔戲）、《親與仇》、《碧玉簪》、《鐵面情》、《孟麗君》、《刺客列傳之魚腸劍》、《孫悟空招親》、《烽火英雄劉銘傳》、《戰國英雄馬陵道》、《新陸文龍》、《木蘭辭》、《秋雨紅樓》、《劍神呂洞賓》、《惡女嬌妻》、《白蛇傳》、《蓬萊大仙》、《鬼駙馬》（與筆名「山風」的江松民合作）、《八府巡按》、《聚寶盆》、《獅子王》、《太后出嫁》、《何仙姑》（與筆名「山風」的江松民合作）等，主弦（領奏琴師）多半是她自己兼任。

## 外部連結
- 陳孟亮部落格 （页面存档备份，存于）
- 陳孟亮 雲淡風清 不簡單的簡單女子 （页面存档备份，存于）